# Oscar De Fina
Pasquale Vincenzo Oscar Garibaldi De Fina (* 1. Oktober 1917 in La Maddalena; † 15. Mai 1988 in Vimercate) war ein italienischer Journalist und Filmregisseur.
De Fina arbeitete hauptsächlich als Journalist, widmete sich aber in den 1960er Jahren auch einigen Filmprojekten, nachdem er für Gianni Vernuccio 1959 als Regieassistent tätig gewesen war. Seine fünf Filme, fast im Alleingang entstanden – er übernahm neben dem Drehbuch auch die Produktion und den Schnitt – erlebten allesamt nur geringe Verbreitung und wurden von Kritikern zu den schlechtesten gerechnet, die diese jemals gesehen hatten. Mehrmals wirkte er in diesen sehr billig hergestellten Streifen unter Pseudonymen.

## Filmografie
- 1962: Whisky a mezzanotte
- 1963: Sexy ad alta tensione
- 1965: Blutige Rache in Tucson (Per un Dollaro a Tucson si morire)
- 1965: Un tango dalla Russia
- 1966: Agente segreto 070 Thunderbay missione Grasshopper
- 1967: L’immensità